# Одноголосие
Одноголо́сие в музыке принцип изложения, при котором звуки координируются в виде последовательности во времени (мелодии). В противоположность многоголосию, созвучия избегаются, характерна монодия.
Любая музыкальная культура исторически начиналась с одноголосия (ср. монодии: григорианский хорал, знаменный распев).
В настоящее время одноголосие характерно для народной музыки и некоторых восточных систем (макам, рага); с XV века в классической европейской музыке как самостоятельная ветвь одногласие было вытеснено; последним заметным композитором с одноголосными произведениями был Гийом де Машо. Одноголосные «островки» встречаются редко:
- в соло для духовых или других одноголосных музыкальных инструментов;
- в вокальных произведениях, передающих традиции народной музыки (ария Хозе в опере Ж. Бизе «Кармен»;
- для эффекта контраста в многоголосной музыке (соло для английского рожка в опере Р. Вагнера «Тристан и Изольда»);
- при стилизации (соло Дьяка в опере Римского-Корсакова «Ночь перед Рождеством»).

В одноголосии может применяться скрытая полифония, образующая эффект многоголосия, который использовал И. С. Бах в сонатах и партитах для скрипки соло.
В начале XX веке в рамках новой интерпретации ладов мажорно-минорной системы интерес к одноголосию возобновился (например, три пьесы И. Ф. Стравинского для кларнета соло, 1919).